# Hermann Nagel (Politiker)
Hermann Nagel (* 10. Oktober 1871 in Berlin; † 18. Oktober 1945 in Bad Segeberg) war ein deutscher Jurist und Politiker.

## Leben
Als Sohn eines Hamburger Gewerbekammersekretärs geboren, studierte Nagel nach dem Besuch des Hamburger Johanneums Rechtswissenschaften in Göttingen, Leipzig und Berlin. Während seines Studiums wurde er 1891 Mitglied der Burschenschaft Alemannia Göttingen (im Rahmen des Übertritts der gesamten Burschenschaft Teutonia zu Göttingen zur Burschenschaft Alemannia), später 1919 Mitglied der Hamburger Burschenschaft Germania. 1895 schloss er sein Studium mit Referendarexamen und Promotion zum Dr. iur. ab und trat als Rat in die Verwaltungslaufbahn ein. 1912 wurde er Regierungsrat, 1921 Oberregierungsrat und Direktor beim Hamburger Oberversicherungsamt. Er machte sich um die Gründung der Universität Hamburg verdient. Von 1920 bis 1933 war er Mitglied der Hamburger Bürgerschaft. Er gehörte der Deutschnationalen Volkspartei an. 1933 war er Mitglied des Bürgerausschusses. Er war Direktor des Versorgungsgerichts. 1935 trat er in den Ruhestand.